# HD 103437
HD 103437，又名CD-37 7536，SAO 202926、HR 4557，是一颗恒星，视星等为6.46，位于銀經290.66，銀緯23.76，其B1900.0坐标为赤經11h 49m 24.7s，赤緯-37° 23.76′ 38″。